# 艾成
蔡艾成（1982年5月13日—2022年8月17日），藝名艾成，馬來西亞華裔歌手、演員，出生於馬來西亞砂拉越古晉市，活躍於臺灣。艾成於2009年贏得《超級偶像》第二季總冠軍始獲知名度。2010年首度演出電視劇，在民視的《新兵日記》中飾演「蕭德基」一角深受好評。2022年8月17日因墜樓意外逝世，享年40歲。

## 早年
蔡艾成出生於馬來西亞砂拉越古晉市，並就讀古晋中学。艾成童年時即顯露音樂才華。他沒有學習前，能在鋼琴上彈出姐姐彈奏的旋律。正式學鋼琴後，連續三屆贏得鋼琴比賽冠軍。七歲時受親戚之邀到卡拉OK店駐唱。12歲學習吉他和鼓。13歲起陸續在各種全國歌唱比賽中獲獎。
- 1996年：全馬公開賽冠軍
- 1997年：香港滾石唱片主辦的全馬明日之星總冠軍、最佳演藝獎
- 1998年：藝能娛樂主辦模仿天王劉德華全國大賽亞軍、最佳演藝獎
- 1999年：「我真的可以」新人新歌手招考會亞軍、最佳人氣獎、最佳演藝獎[6]

## 職業生涯

### 早期
接獲臺灣唱片公司邀約後，艾成2002年獨自移居臺灣。然而，唱片公司要求他演唱演歌風格台語歌曲，而他不同意；對方隔日即失聯，公司也人去樓空。驕傲的他仍不放棄，但身上僅剩的新台幣2000元無法支付房租，因此經歷兩三個月在西門町的流浪生活。他藉由名片聯絡到一位願意救濟和資助的吳先生。吳先生解決他的債務，並提供他在唱片公司住宿。吳先生籌措到新台幣200萬元的資金後，找到韓賢光製作艾成的個人專輯《Mr. I》，但無法進行宣傳；吳先生最後因本身債務問題，帶著款項從此失聯。專輯在韓的堅持下勉強發行。
嚴重憂鬱、營養不良的艾成回到馬來西亞。雙親要求放棄，但在他的懇求下再給予機會嘗試。重返臺灣後，仍為生計掙扎。他偶然結識新店行道會後，在教會的安排下到知名音樂餐廳「主婦之店」駐唱。慷慨的店主起初將會走音的他安排在人潮少的時段。經過努力學習，艾成逐漸累積人氣，並成為受歡迎的駐唱歌手。

### 《超級偶像》
2008年，在製作人薛聖棻的說服下，艾成擔任《超級偶像》第一季踢館選手。在第31集冠軍積分賽II中，以郭富城的〈對你愛不完〉勝過江明娟（42.8/42.6）。突出的表現獲得關注後，他再度參與第二季。經歷七個月的賽事，艾成贏得冠軍，擊敗得了重感冒的符瓊音。
得冠後，艾成以「《超級偶像》代表隊」參加《亞洲星光大道》PK賽。
| 《超級偶像》演出與成績                 | 《超級偶像》演出與成績                                                                          | 《超級偶像》演出與成績 | 《超級偶像》演出與成績                                                         |
| 賽程（集數）                           | 演唱歌曲                                                                                        | 分數                   | 備註                                                                           |
| 第二季                                 | 第二季                                                                                          | 第二季                 | 第二季                                                                         |
| -------------------------------------- | ----------------------------------------------------------------------------------------------- | ---------------------- | ------------------------------------------------------------------------------ |
| 36強資格賽III（03）                    | 《愛情轉移》／陳奕迅                                                                            | -                      | 過關 另外表演《龍拳》／周杰倫                                                  |
| 一對一PK淘汰賽（04）                   | 《離人》／張學友                                                                                | 8.5                    | 過關，勝 呂志賢（7.9分）                                                       |
| 我的主打歌（06）                       | 《青花瓷》／周杰倫                                                                              | 8.3                    | 過關                                                                           |
| 唱給最愛的人II（09）                   | 《叫阮的名》／巫啟賢                                                                            | 8.3                    | 過關 特別演唱《失戀陣線聯盟》／草蜢                                            |
| 超1金曲挑戰賽（10）                    | 《餓狼傳說》／張學友                                                                            | 8.6                    | 過關 本集尾段與胡彥斌合唱《情不自禁》 由超一陪審團十票一致通過獲得獎項鑽錶一支 |
| 舞台魅力淘汰賽（11）                   | 《脫掉》／杜德偉                                                                                | 8.6                    | 過關 當集最高分43.1獲得獎金一萬元                                              |
| 偶像歌曲淘汰賽（12）                   | 《頭髮亂了》／張學友                                                                            | 8.5                    | 過關                                                                           |
| 經典老歌淘汰賽（13）                   | 《愛情陷阱》／譚詠麟                                                                            | 8.4                    | 過關                                                                           |
| 評審創作淘汰賽（14）                   | 《不是每個戀曲都有美好回憶》／林志穎                                                            | 8.4                    | 過關                                                                           |
| 我的愛情故事（15）                     | 《秘密》／張震嶽                                                                                | 8.5                    | 過關                                                                           |
| 11強決定賽（16）                       | 《熱情的沙漠》／黃小琥 《今山古道》黃大城                                                       | 42.1 42.6              | 過關                                                                           |
| 11取10踢館賽（17）                     | 《我是不是該安靜的走開》／郭富城                                                                | 42.8                   | 過關，勝 趙靖宇（40.5分）                                                      |
| 十強決定賽（18）                       | 《上海灘》／劉德華 《愛情轉移》陳奕迅                                                           | 42.3 42.4              | 第一階段失敗 第二階段總分相加後過關                                            |
| 10取9戰友淘汰賽（19）                  | 《男兒當自強》／成龍                                                                            | 42.4                   | 失敗，敗 曾威豪（42.8分） （對手未加0.1分之分數）                              |
| 九強決定賽（20）                       | 《世界唯一的你》／曹格                                                                          | 42.2                   | 失敗，敗 林吟蔚（42.3分） （對手未加0.1分之分數）                              |
| 學長姐合唱賽（21）                     | 《馬車夫之戀》／信樂團                                                                          | 43.5                   | 與林宗興合唱，獲得當集最高分                                                   |
| 八強決定賽（22）                       | 《OREA》／鍾漢良                                                                                | 42.6                   | 過關                                                                           |
| 校園高手踢館賽（23）                   | 《心中無別人》／五月天                                                                          | 42.3                   | 失敗，敗 廖君旻（43.0分）                                                      |
| 七強決定賽（24）                       | 《寶貝對不起》／草蜢 《狂野之城》郭富城                                                         | 42.6 43.3              | 第一階段失敗 第二階段總分相加後過關                                            |
| 發片歌手踢館賽（25）                   | 《分享愛》／郭富城                                                                              | 43.4                   | 失敗，敗 Color（43.6分）                                                       |
| 超1超2大對決（26）                     | 《忘情森巴舞》／草蜢                                                                            | 42.6                   | 失敗，敗 江明娟（42.8分）                                                      |
| 冠軍積分賽（27）                       | 《快樂快燒壞》／杜德偉                                                                          | 43.7                   | 過關，勝 鄧廣福（42.2分）                                                      |
| 冠軍積分賽II（28）                     | 《唱這歌》／郭富城                                                                              | 52.1                   | 過關，勝 江志豐（51.0分）                                                      |
| 第六名決定賽（29）                     | 《有誰共鳴》／張國榮 《愛你》／郭富城                                                           | 51.4                   | 第一階段和謝俊奇平手 第二階段過關                                              |
| 總決賽（30）                           | 《愛你的只有一個我》／庾澄慶 《把你藏起來》／杜德偉，《拯救地球》／杜德偉 《Go Go Cat》／杜德偉 | 53.6 53.3 53.7         | 積分加總後成為第二季冠軍(87.495)                                               |
| 超1超2大PK（31）                       | 《大肚腩》／阿牛                                                                                | 52.9                   | 與謝俊奇合唱，失敗 敗張芸京及朱肇群（54.7分）                                  |
| 全球華語流行歌曲創作大賽頒獎典禮（32） | 《愛してる》／吳靜慧（詞曲創作人） 《危機意識》／田家豪（詞曲創作人）                           | 8.5 8.6                | 評分只針對詞曲，《愛してる》與鍾天慧合唱                                       |
| 第三季PK比賽                           |                                                                                                 |                        |                                                                                |
| 超1超2強勢來襲（17）                   | 《童話》／光良                                                                                  | 42.3                   | 勝 潘傑明（41.6分）                                                            |
| 超2超3大火拼（31）                     | 《離開地球表面》／五月天                                                                        | 43.6                   | 敗 楊蒨時（44.4分）                                                            |
| 冠軍積分賽III（35）                    | 《獨自去偷歡》／劉德華                                                                          | 43.5                   | 勝 段旭明（43.4分）                                                            |
| 第四季PK比賽                           |                                                                                                 |                        |                                                                                |
| 冠軍積分賽I（32）                      | 《大俠艾吃漢堡包》／艾成                                                                        | 43.1                   | 勝 胡振寰（42.7分）                                                            |
| 其他季嘉賓表演                         |                                                                                                 |                        |                                                                                |
| 《校》校際爭霸30強決定賽（15）         | 《萬人迷》／艾成                                                                                | —                      | 出場序：4                                                                      |
| 《7》總冠軍賽（62）                    | 《青蘋果樂園》／小虎隊                                                                          | —                      | 出場序：4                                                                      |

### 音樂事業
2010年，艾成被擎天娛樂簽下，並發行EP《艾成的異想世界／萬人迷》。
2012年，艾成、王瞳、王建復、何豪傑等人組成北七樂團。

### 民視
EP商業表現欠佳後，艾成開始演出電視劇。2010年，他在民視製作的《新兵日記》中飾演「蕭德基」。後續幾年，他演出於八點檔連續劇《父與子》（2011）、《風水世家》（2012）。
2011年，他代班錢君仲主持《新兵進行曲》。他亦參與歌唱比賽節目《明日之星》2010年父親節以及2011年初三特別節目之PK賽。

### 餐飲
2016年4月1日，艾成籌資新台幣150萬創立馬來西亞料理品牌「艾叻沙」，以叻沙作為主要行銷品項。品牌起先僅以網路購物為通路。首間實體店面斥資新台幣200萬，2017年6月2日於西門町開幕。餐廳第一年營業不如預期，直到加入海南雞飯後才漸有起色。南西商圈分店2018年11月7日開幕，2019年7月31日因租約到期而結束。餐廳陸續在信義區威秀影城和南京復興站旁開店。
COVID-19疫情下，餐廳遭遇嚴重虧損，信義店因此在2020年4月間歇業。2021年11月19日，在竹東車站旁的「艾記」海南雞飯餐廳正式開幕。艾成2022年4月26日宣布西門町創始店於月底結束營業；他因而負債新台幣500萬。

## 個人生活
艾成出生於基督教新教家庭，但直到在臺灣發展音樂事業後才實行信奉。
艾成在主持《新兵進行曲》時結識同為主持的王瞳，兩人2012年4月間在節目上公開戀情。王瞳在交往期間亦開始信奉新教。王瞳的雙親據報一度不贊成兩人的關係，主要對艾成不穩定的經濟狀況有疑慮。他們曾宣布在2017年10月舉行婚禮，但計畫因餐廳事業暫緩。2019年7月間，王瞳和同演出電視劇《大時代》的馬俊麟被暗指發生誹聞。艾成24日受訪時以「就是家人了」形容兩人的關係，這被解讀為默認分手，但幾天後兩人一同受訪時否認。10月初王瞳和馬俊麟承認誹聞後，他亦原諒兩人。艾成和王瞳2020年7月28日登記結婚。
艾成拍攝《新兵日記》時，曾出現酗酒、抑鬱、飲食失調。

## 逝世
2022年8月17日上午約10時，艾成從新北市捷運蘆洲站共構大樓七樓墜樓當場身亡，享年40歲；其遺體在3號出口旁被發現。他前一天因情緒狀況不穩取消節目錄影。當天早上，經紀人曾與他訊息當天行程。妻子王瞳前往宜蘭工作前，安排兩名教友陪伴。艾成被教友發現情緒不穩，之後往房間直奔，死亡被認定為意外。
2022年8月24日下午1點30分，艾成家屬親友在臺北市第一殯儀館舉行追思會。

## 演唱會
- 2008年11月25日，三朵花（艾成、謝俊奇、符瓊音），台南《烏托邦》演唱會
- 2009年10月22日，三朵花（艾成、謝俊奇、符瓊音），公館《河岸留言》演唱會

## 作品

### 音樂
專輯
| 發行日期      | 專輯名稱  | 發行公司 | 曲目 |
| 2004年1月18日 | 《Mr. I》 | 摩根音樂 | 1. 《想妳的天空》 2. 《餘地》 3. 《我想哭》 4. 《習慣》 5. 《碰!痛》 6. 《愛是如此不容易》 7. 《半個相框》 8. 《北極心》 9. 《只因有妳》 10. 《天堂島》 |

EP
| 發行日期     | 專輯名稱                  | 發行公司 | 曲目 |
| 2010年1月5日 | 《艾成的異想世界/萬人迷》 | 擎天娛樂 | 1. 《萬人迷》 2. 《大俠艾吃漢堡包》 3. 《書呆子》 4. 《凱魯巴斯》 5. 《住進你心窩》 （民視《新兵日記》插曲） （民視《愛讓我們在一起》插曲） （民視《夜市人生》插曲） （民視《父與子》插曲） |
| 2023年5月5日 | 《俠侶》                  | 神國大樂 | |

單曲
| 年份 | 歌名                 | 備註                            |
| ---- | -------------------- | ------------------------------- |
| 2009 | 《危機意識》         | 《我有我的驚嘆號》合輯          |
| 2009 | 《愛してる》         | 《我有我的驚嘆號》合輯          |
| 2009 | 《讓愛轉動整個宇宙》 | 921大地震10周年紀念歌曲藝人合唱 |
| 2009 | 《為你擦淚》         | 八八水災-公益關懷藝人合唱       |
| 2012 | 《因為有你愛著我》   | 《廉政英雄 電視原聲帶》         |
| 2021 | 《超乎想像》         |                                 |
| 2021 | 《耶一同進城》       |                                 |
| 2021 | 《全部攏是祢》       |                                 |
| 2021 | 《如此艾妳》         |                                 |

### 電視劇
| 年份   | 播出頻道          | 劇名                | 飾演             |
| ------ | ----------------- | ------------------- | ---------------- |
| 2010年 | 民視              | 《新兵日記》        | 蕭德基           |
| 2010年 | Astro家娛頻道     | 《我和我的兄弟·恩》 | 記者             |
| 2011年 | 民視              | 《父與子》          | 小賀             |
| 2012年 | 民視              | 《風水世家》        | 王有強           |
| 2013年 | 民視              | 《愛情ATM》         | 租客             |
| 2017年 | 民視              | 《幸福來了》        | 艾成（客串）     |
| 2018年 | 民視              | 《微笑。淚》        | 北七樂團（客串） |
| 2022年 | 民視、Astro歡喜台 | 《決勝的揮拍》      | 餐廳老闆（客串） |

### 主持
- 《新兵進行曲》代班主持（2011年）

- 《艾吃鬼的餐廳秀》（鳳凰直播；2021年）

## 外部連結
- 鳳凰藝能－艾成 （页面存档备份，存于）
- 華文影史庫 艾成 簡介 （页面存档备份，存于）
- 艾成的異想世界的Facebook專頁

| 前任： 張芸京 | 超級偶像冠軍 2009年6月28日-2010年1月31日 | 繼任： 朱俐靜 |